# HIT THE WORLD GLAY Arena Tour '97 at Yoyogidaiichitaiikukan
『HIT THE WORLD GLAY Arena Tour '97 at Yoyogidaiichitaiikukan』は、GLAYが1997年12月3日にリリースしたライブ・ビデオ。

## 概要
1997年に行われたツアー『GLAY ARENA TOUR '97 〜HIT THE WORLD September〜』から国立代々木競技場第一体育館のライブの模様を収録している。
VHS版には同公演のスタッフパスレプリカが封入した。
2003年12月3日に全曲リマスタリング、特典付きでDVD化された。

## 収録曲
1. 口唇
2. More than Love
3. 生きてく強さ
4. Freeze My Love
5. a Boy〜ずっと忘れない〜
6. 軌跡の果て
7. HISASHI solo work
8. Cynical
9. 週末のBaby talk
10. BELOVED
11. HIT THE WORLD CHART!
12. SHUTTER SPEEDSのテーマ
13. ACID HEAD
14. グロリアス
15. I'm yours
16. KISSIN'NOISE
17. 彼女の“Modern…”
18. HOWEVER

...Secret Track
1997年9月16日にON AIR WEST(現Shibuya O-WEST)で行われたシークレットライブより、「I'm yours」をシークレットトラックとして収録。
SPECIAL EDITIONS（DVDのみ）
- 渋谷ON AIR WEST SECRET LIVE

1. HAPPY SWING
2. I'm yours
本編のシークレットトラックとして収録されていたテイクとは違い、カメラ割や、よりブートレグ的な趣向の強い音質に変更されている。

- LIVE PHOTO GALLERY